# 李伯璋 (1954年)
李伯璋（1954年4月29日—），雲林縣虎尾鎮新興里人，台灣外科醫師，與兄長李伯皇並稱國內器官移植醫學界的大小“李伯”。

## 經歷
曾任國立成功大學教授、衛生福利部臺南醫院院長，擔任醫師期間鑽研器官移植領域並推動器官捐贈，後擔任衛生福利部中央健康保險署署長。

## 爭議
2021年12月2日，已婚的李伯璋下班後與一名年約三十歲的女生共進晚餐，甚至還被拍到兩人十指緊扣牽手的畫面，不過李伯璋表示對方是他的乾女兒，但同時坦言妻子並不知情，衛福部傳染病防治諮詢會預防接種組（ACIP）召集人李秉穎則替李伯璋緩頰，認為李伯璋個性比較外向，牽手只是李伯璋的個人習慣，並自爆自己也曾被李伯璋牽過手。李伯璋後於2022年5月16日聯合報「健康名人堂」專欄撰文，表示對方是令人尊敬的晚輩，「乾女兒」一說子虛烏有，對於失言帶來的困擾和傷害一直深感抱歉。

## 外部連結
- 李伯璋的Facebook專頁